# Gluon

Nombre y carga eléctrica de los componentes de la materia.

El gluon (de la voz inglesa glue 'pegamento', derivada a su vez del latín glūten a través del francés gluer 'pegar') es el bosón portador de la interacción nuclear fuerte, una de las cuatro fuerzas fundamentales. Es análogo al intercambio de fotones en la fuerza electromagnética entre dos partículas cargadas. No posee masa ni carga eléctrica, pero sí carga de color, por lo que además de transmitir la interacción fuerte también la sufre.
La teoría que postula la existencia de los gluones y describe su dinámica se denomina cromodinámica cuántica. El nombre hace alusión a "pegamento" (glue), ya que estas partículas son las que "unen" los quarks dentro de los nucleones.

## Propiedades
Al igual que el fotón, el gluon es un bosón sin masa, con espín 1. Como los quarks, los gluones tienen carga de color, que depende del cambio de color de los cuarks.
Los cuarks cambian de color cuando se intercambian gluones, de tal forma que la carga de color total del sistema formado por el cuark y el gluon, antes y después de la emisión o absorción es la misma.
Por ejemplo, si un cuark rojo se vuelve azul al emitir un gluon, entonces es porque emite un gluon rojo-antiazul (la parte roja del gluon es el rojo que pierde el cuark, y el antiazul es para anular el azul que el cuark gana). El sistema tiene carga de color neta roja.
Existen asimismo 8 tipos de gluones, siendo cada uno de ellos una combinación color-anticolor.
Los cuarks y los gluones forman partículas compuestas con carga de color total neutra (se suele decir que las partículas compuestas son blancas).

## Recuento de gluones
A diferencia del fotón de la QED o de los tres bosones W y Z de la interacción débil, en la QCD hay ocho tipos independientes de gluones.
Sin embargo, los gluones están sujetos a los fenómenos de carga de color (de los que tienen combinaciones de color y anticolor). Los quarks llevan tres tipos de carga de color; los antiquarks llevan tres tipos de anticolor. Los gluones pueden ser considerados como portadores tanto de color como de anticolor. Esto da nueve combinaciones posibles de color y anticolor en los gluones. La siguiente es una lista de esas combinaciones (y sus nombres esquemáticos):
- red–antired ({\displaystyle r{\bar {r}}}), red–antigreen ({\displaystyle r{\bar {g}}}), red–antiblue ({\displaystyle r{\bar {b}}})
- green–antired ({\displaystyle g{\bar {r}}}), green–antigreen ({\displaystyle g{\bar {g}}}), green–antiblue ({\displaystyle g{\bar {b}}})
- blue–antired ({\displaystyle b{\bar {r}}}), blue–antigreen ({\displaystyle b{\bar {g}}}), blue–antiblue ({\displaystyle b{\bar {b}}})

Diagrama 2: e^{+}e^{-} → Υ(9.46) → 3g

Estos no son los estados de color reales de los gluones observados, sino estados efectivos. Para entender correctamente cómo se combinan, es necesario considerar las matemáticas de la carga de color con más detalle.

### Estados de color singlete
A menudo se dice que las partículas estables que interactúan fuertemente (como los hadrones como el protón y el neutrón) observadas en la naturaleza son "incoloras", pero más precisamente se encuentran en un estado "color singlete", que es matemáticamente análogo a un spin estado singlete. Tales estados permiten la interacción con otros singletes de color, pero no con otros estados de color; dado que no existen interacciones de gluones de largo alcance, esto ilustra que tampoco existen gluones en el estado singlete.
El estado de color singlete es:
{\displaystyle (r{\bar {r}}+b{\bar {b}}+g{\bar {g}})/{\sqrt {3}}.}
En otras palabras, si se pudiera medir el color del estado, habría las mismas probabilidades de que fuera rojo-antirojo, azul-antiazul o verde-antiverde.

### Ocho estados de color
Quedan ocho estados de color independientes, que corresponden a los "ocho tipos" u "ocho colores" de gluones. Debido a que los estados se pueden mezclar entre sí como se ha comentado anteriormente, hay muchas formas de presentar estos estados, que se conocen como el "octeto de colores". Una lista comúnmente utilizada es:
| {\displaystyle (r{\bar {b}}+b{\bar {r}})/{\sqrt {2}}} |  | {\displaystyle -i(r{\bar {b}}-b{\bar {r}})/{\sqrt {2}}}             |
| {\displaystyle (r{\bar {g}}+g{\bar {r}})/{\sqrt {2}}} |  | {\displaystyle -i(r{\bar {g}}-g{\bar {r}})/{\sqrt {2}}}             |
| {\displaystyle (b{\bar {g}}+g{\bar {b}})/{\sqrt {2}}} |  | {\displaystyle -i(b{\bar {g}}-g{\bar {b}})/{\sqrt {2}}}             |
| {\displaystyle (r{\bar {r}}-b{\bar {b}})/{\sqrt {2}}} |  | {\displaystyle (r{\bar {r}}+b{\bar {b}}-2g{\bar {g}})/{\sqrt {6}}.} |

Son equivalentes a las matrices de Gell-Mann. La característica crítica de estos ocho estados en particular es que son linealmente independientes, y también independientes del estado singlete, por lo tanto 32 − 1 o 23. No hay manera de añadir ninguna combinación de estos estados para producir cualquier otro, y también es imposible añadirlos para hacer rr, gg, o bb el estado singlete prohibido. Hay muchas otras opciones posibles, pero todas son matemáticamente equivalentes, al menos igual de complicadas, y dan los mismos resultados físicos.

### Detalles de la teoría de grupos
Formalmente, la QCD es una teoría gauge con simetría gauge SU(3). Los quarks se introducen como espinors en Nf sabores, cada uno en la representación fundamental (triplete, denotado 3) del grupo gauge de color, SU(3). Los gluones son vectores en la representación adjunta (octetos, denotados 8) del color SU(3). Para un grupo de calibre general, el número de portadores de fuerza (como fotones o gluones) es siempre igual a la dimensión de la representación conjunta. Para el caso simple de SU(N), la dimensión de esta representación es N2 - 1.
En términos de teoría de grupos, la afirmación de que no hay gluones singlete de color es simplemente la afirmación de que la cromodinámica cuántica tiene una simetría SU(3) en lugar de una U(3). No se conoce ninguna razón a priori para que se prefiera un grupo sobre el otro, pero como se ha comentado anteriormente, la evidencia experimental apoya SU(3).  Si el grupo fuera U(3), el noveno gluón (singlete incoloro) se comportaría como un "segundo fotón" y no como los otros ocho gluones.

## Confinamiento
Dado que los propios gluones llevan carga de color, participan en interacciones fuertes. Estas interacciones gluón-gluón constriñen los campos de color a objetos similares a cuerdas llamados "tubo de flujos", que ejercen una fuerza constante cuando se estiran. Debido a esta fuerza, los quarks están confinados dentro de partículas compuestas llamadas hadrones. Esto limita el alcance de la interacción fuerte a 1x 10-15 metros, aproximadamente el tamaño de un nucleón. Más allá de una cierta distancia, la energía del tubo de flujo que une dos quarks aumenta linealmente. A una distancia suficientemente grande, resulta energéticamente más favorable extraer un par quark-antiquark del vacío que aumentar la longitud del tubo de flujo.
Una consecuencia de la propiedad de confinamiento hadrónico de los gluones es que no participan directamente en las fuerzas nucleares entre hadrones. Los mediadores de estas fuerzas son otros hadrones llamados  mesones.
Aunque en la fase normal de la QCD los gluones individuales no pueden viajar libremente, se predice que existen hadrones que están formados completamente por gluones - llamados bola de gluones. También existen conjeturas sobre otros  hadrones exóticos en los que los gluones reales (en contraposición a las virtuales que se encuentran en los hadrones ordinarios) serían constituyentes primarios. Más allá de la fase normal de la QCD (a temperaturas y presiones extremas), se forma el plasma de quarks-gluones. En dicho plasma no hay hadrones; los quarks y los gluones se convierten en partículas libres.

## Observaciones experimentales
Cuarks y gluones (coloreados) se manifiestan fragmentándose en más quarks y gluones, que a su vez se hadronizan en partículas normales (incoloras), correlacionadas en chorros. Como se reveló en las conferencias de verano de 1978, el detector PLUTO en el colisionador electrón-positrón DORIS (DESY) produjo la primera evidencia de que las desintegraciones hadrónicas de la resonancia muy estrecha Υ(9.46) podían interpretarse como topologías de suceso de tres chorros producidas por tres gluones. Posteriormente, los análisis publicados por el mismo experimento confirmaron esta interpretación y también la naturaleza de espín = 1 del gluón (véase también el recuerdo y los experimentos PLUTO).
En verano 1979, a energías más altas en el colisionador electrón-positrón PETRA (DESY), de nuevo se observaron topologías de tres chorros, ahora interpretadas como bremsstrahlung de gluones qq, ahora claramente visibles, por TASSO, MARK-J y los experimentos PLUTO (posteriormente en 1980 también por JADE). La propiedad de espín = 1 del gluón fue confirmada en 1980 por TASSO y los experimentos PLUTO (véase también la reseña). En 1991 un experimento posterior en el anillo de almacenamiento LEP en el CERN confirmó de nuevo este resultado.
Los gluones juegan un papel importante en las interacciones fuertes elementales entre quarks y gluones, descritas por QCD y estudiadas particularmente en el colisionador electrón-protón HERA en DESY. El número y la distribución del momento de los gluones en el protón (densidad de gluones) han sido medidos por dos experimentos, H1 y ZEUS, en los años 1996-2007. La contribución del gluón al espín del protón ha sido estudiada por el experimento HERMES en HERA. También se ha medido la densidad de gluones en el protón (cuando se comporta hadrónicamente).
El confinamiento de color se verifica por el fracaso de las búsquedas de quarks libres (búsquedas de cargas fraccionarias). Los quarks se producen normalmente en pares (quark + antiquark) para compensar los números cuánticos de color y sabor; sin embargo, en Fermilab se ha demostrado la producción única de quark tops. No se ha demostrado glueball.
El Deconfinamiento se afirmó en 2000 en el SPS del CERN en colisiones de iones pesados, e implica un nuevo estado de la materia: plasma de quark-gluón, menos interactivo que en el núcleo, casi como en un líquido. Se descubrió en el Colisionador Relativista de Iones Pesados (RHIC) de Brookhaven en los años 2004-2010 mediante cuatro experimentos simultáneos. Se ha confirmado un estado de plasma de quark-gluón en el CERN Gran Colisionador de Hadrones (LHC) por los tres experimentos ALICE, ATLAS y CMS en 2010.
Jefferson Lab's Continuous Electron Beam Accelerator Facility, en Newport News, Virginia, es una de las 10 Department of Energy instalaciones que investigan sobre gluones. El laboratorio de Virginia competía con otra instalación, el Laboratorio Nacional de Brookhaven, en Long Island (Nueva York), por los fondos para construir un nuevo colisionador de iones de electrones. En diciembre de 2019, el Departamento de Energía de Estados Unidos seleccionó al Laboratorio Nacional de Brookhaven para albergar el colisionador de iones de electrones.

## La masa de los hadrones
Los gluones forman también parte de los hadrones, y la energía del campo de color que crean es la responsable de la mayoría de la masa del mismo {\displaystyle (E=mc^{2})}. En el caso del protón se puede ver que:

{\displaystyle m_{u}+m_{u}+m_{d}\neq m_{p}\,\,\,\,\,\,\,\,3+3+6\neq 938\,({\mbox{MeV/c}}^{2})}

Por lo que gran parte de la masa del protón es atribuible a la energía del campo de color.

## Comportamiento de los gluones

### Confinamiento de los cuarks
Al sufrir ellos mismos su propia interacción, los gluones que unen los cuarks crean un campo de Yang-Mills de color que impide que los cuarks se separen con una fuerza inmensa, para pequeñas distancias parece que el campo decae en intensidad, pero para distancias del orden del tamaño de un nucleón la fuerza es mucho mayor que las fuerzas electrostáticas de repulsión entre protones. La formación de estas ligaduras por parte de los gluones limita el campo de acción de esta interacción a un orden de 10-15 metros (más o menos el tamaño de un núcleo atómico).
Al contrario que la fuerza eléctrica o la gravitatoria, si se intenta separar entre sí un par de cuarks, el campo de color tira de ellos con mucha más fuerza; es como si los cuarks estuvieran unidos por un "muelle gluónico", que intenta volver a su longitud inicial. Debido a esto, los cuarks y los gluones son partículas muy difíciles de detectar y solo podemos ver las partículas que ellos forman, los hadrones.
Cuando se separan tanto dos cuarks unidos mediante este muelle, se acumula tanta energía en el sistema que es más fácil para el mismo crear nuevos cuarks para devolver el campo de color a un estado menos energético. Esto es resultado de convertir parte de la energía del campo de color en nueva materia {\displaystyle (E=mc^{2})}.

### Interacción nuclear fuerte residual
A pesar de que los hadrones tienen carga de color neutra, los cuarks de distintos hadrones pueden atraerse con mucha fuerza, en el caso de los nucleones incluso mayor que la electromagnética. A esta fuerza de naturaleza fuerte entre distintos hadrones se le llama residual, y es la responsable de que el núcleo atómico sea estable a pesar de la gran cantidad de cargas positivas que posee.
Esta fuerza residual puede describirse de manera aproximada mediante un campo de Yukawa que representa una interacción mediada por piones que son partículas masivas lo cual explicaría que la fuerza nuclear decae mucho más rápido que la ley de la inversa del cuadrado siendo la intensidad de esta fuerza virtualmente nula fuera del núcleo atómico.

### Campo gluónico
La descripción matemática de la interacción de los gluones entre sí y con los cuarks es descrita por la cromodinámica cuántica. En ese contexto los gluones son descritos como un campo gluónico que es un campo de Yang-Mills asociado a una simetría de gauge del tipo SU(3). El lagrangiano que describe la interacción de los gluones entre sí y con los cuarks viene dado por:

{\displaystyle {\mathcal {L}}_{\mathrm {QCD} }=\mathbf {\bar {q}} i{\boldsymbol {\gamma }}^{\mu }\partial _{\mu }\mathbf {q} -\mathbf {\bar {q}} m\mathbf {q} -g{\bar {q}}{\boldsymbol {\gamma }}^{\mu }{\boldsymbol {\tau }}_{a}G_{\mu }^{a}\mathbf {q} -{\frac {1}{4}}G_{\mu \nu }^{a}G_{a}^{\mu \nu }}

Donde la intensidad del campo gluónico viene dada por el tensor antisimétrico o 2-forma {\displaystyle \scriptstyle G_{a}^{\mu \nu }}, mientras que la distribución espacial de los cuarks viene dada por el espinor multicomponente {\displaystyle \scriptstyle \mathbf {q} }.

## Para más información
- A. Ali and G. Kramer (2011). «JETS and QCD: A historical review of the discovery of the quark and gluon jets and its impact on QCD». European Physical Journal H 36 (2): 245-326. Bibcode:2011EPJH...36..245A. S2CID 54062126. arXiv:1012.2288. doi:10.1140/epjh/e2011-10047-1.

- Cambridge Handout 8 : Quantum Chromodynamics - Particle Physics